# Open the Door (Pentangle)
Open the Door è un album della riformata folk-rock band inglese dei Pentangle, pubblicato dalla Spindrift Records nel 1985 (altre fonti riportano come data di pubblicazione il 1984). Il disco fu registrato al Livingston Studios di Londra, Inghilterra.

## Tracce
Lato A
1. Open the Door – 4:15 (Brano tradizionale, arrangiamenti The Pentangle)
2. Dragonfly – 3:09 (B. Jansch, J. McShee, M. Piggott, D. Thompson, T. Cox)
3. Mother Earth – 2:36 (Milton Nascimento)
4. Child of the Winter – 5:04 (B. Jansch, J. McShee, M. Piggott, D. Thompson, T. Cox)
5. The Dolphin – 2:39 (B. Jansch, J. McShee, M. Piggott, D. Thompson, T. Cox)

Lato B
1. Lost Love – 3:35 (Bert Jansch)
2. Sad Lady – 3:40 (B. Jansch, J. McShee, M. Piggott, D. Thompson, T. Cox)
3. Taste of Love – 4:05 (B. Jansch, J. McShee, M. Piggott, D. Thompson, T. Cox)
4. Yarrow – 4:35 (Brano tradizionale, arrangiamenti The Pentangle)
5. Street Song – 5:37 (B. Jansch, J. McShee, M. Piggott, D. Thompson, T. Cox)

## Musicisti
- Bert Jansch - chitarra acustica, chitarra elettrica
- Jacqui McShee - voce
- Mike Piggott - violino, chitarra acustica, chitarra elettrica
- Danny Thompson - contrabbasso
- Terry Cox - batteria, percussioni, voce